# Лёд X

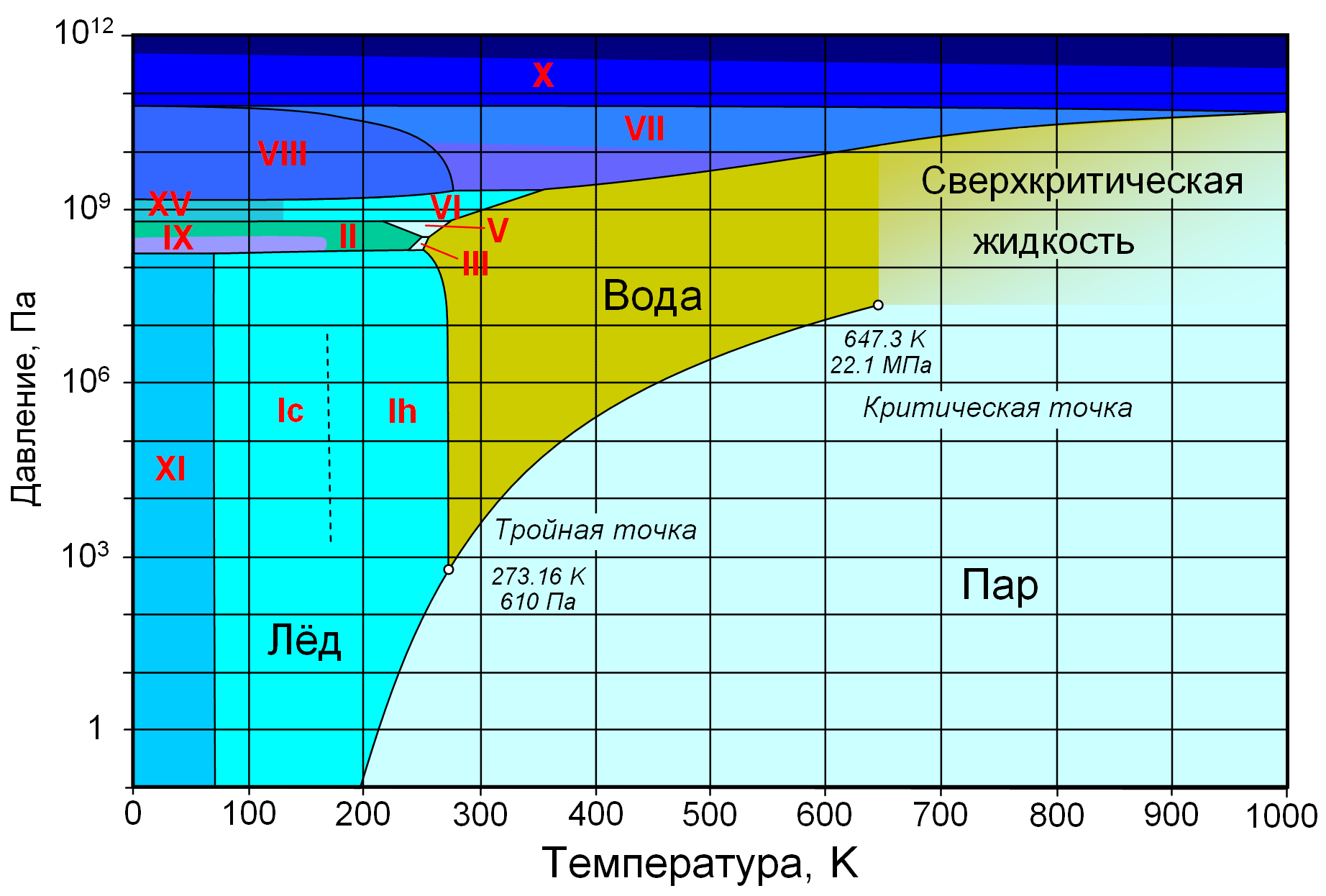
Фазовая диаграмма воды

Лёд X — кубическая кристаллическая форма льда, образующаяся так же, как и лёд VII, но при высоких давлениях около 70 ГПа. Это симметричный лёд с упорядоченным расположением протонов. Образуется при давлениях около 70 ГПа. Лёд X также обладает очень высокой плотностью (2,51 г/см³) по сравнению с другими модификациями льда.
Обычный водный лёд относится по номенклатуре Бриджмена ко льду Ih. В лабораторных условиях (при разных температурах и давлениях) были созданы разные модификации льда: от льда II до льда XIX.